# Корсилья, Робин
Робин Мари Корсилья (фр. Robin Marie Corsiglia, в замужестве Шолфилд, англ. Scholefield; род. 12 августа 1962, Киркленд, Квебек) — канадская пловчиха, специализировавшаяся в плавании брассом. Бронзовый призёр Олимпийских игр 1976 года в составе сборной Канады в комбинированной эстафете 4×100 м, чемпионка Игр Содружества 1978 года на дистанции 100 м брассом. Самая молодая олимпийская медалистка в истории Канады (13 лет 341 день).

## Биография
Родилась в Киркленде (Квебек) (на сайте Олимпийского комитета Канады в качестве места рождения указан Киркленд в Огайо). Тренировалась в плавательном клубе Пуант-Клэра — другого пригорода Монреаля.
Представляла Канаду на Олимпийских играх 1976 года в Монреале. В неполные 14 лет, при росте 5 футов (1,52 м) и весе около 100 фунтов (45 кг), девочка выглядела особенно контрастно на фоне мощных высокорослых соперниц. На дистанции 100 м брассом она осталась девятой. Входила также в состав канадской сборной в комбинированной эстафете 4×100 м и на своём этапе брассом вывела команду на общее второе место, опередив американку Лори Сиринг. В итоге канадки финишировали третьими, завоевав бронзу, и Корсилья в возрасте 13 лет и 341 дня стала самой молодой канадской олимпийской медалисткой. Этот рекорд не был побит до 2020-х годов.
В 1977 году выиграла национальный чемпионат США на дистанции 100 м брассом, показав результат 1.12,35 — выше, чем у установившей новый национальный рекорд американки Трейси Колкинс. На следующий год завоевала золотую медаль на той же дистанции на Играх Содружества, проходивших в Эдмонтоне. Установила ряд канадских национальных рекордов и готовилась к выступлению на Олимпиаде в Москве, однако не попала на эти соревнования из-за их бойкота Канадой в числе других западных стран. После этого поступила в Университет Южной Калифорнии, где продолжала участвовать в межвузовских соревнованиях до завершения спортивной карьеры в 1983 году. В 2017 году включена в списки Пантеона спорта Квебека.
После окончания первой степени по специальности «бизнес и финансы» в Университете Южной Калифорнии получила дополнительное образование в области литературы в Кембриджском университете и окончила Калифорнийскую школу профессиональных психологов со степенью доктора философии. Работает спортивным психологом в Университете Южной Калифорнии, занимает профессорскую должность на отделении психиатрии и наук о поведении медицинского факультета этого вуза. Носит фамилию мужа — Шолфилд; в этом браке родились трое детей.